# Ala-Harrilompolo
Ala-Harrilompolo är en sjö i Gällivare kommun i Lappland och ingår i Kalixälvens huvudavrinningsområde. Sjön har en area på 0,335 kvadratkilometer och ligger 407,5 meter över havet. Ala-Harrilompolo ligger i Lina fjällurskog Natura 2000-område. Sjön avvattnas av vattendraget Kutsasjoki.

## Delavrinningsområde
Ala-Harrilompolo ingår i det delavrinningsområde (747189-172272) som SMHI kallar för Utloppet av Ala-Harrilompolo. Medelhöjden är 477 meter över havet och ytan är 3,08 kvadratkilometer. Räknas de 3 avrinningsområdena uppströms in blir den ackumulerade arean 57,02 kvadratkilometer. Kutsasjoki som avvattnar avrinningsområdet har biflödesordning 3, vilket innebär att vattnet flödar genom totalt 3 vattendrag innan det når havet efter 223 kilometer. Avrinningsområdet består mestadels av skog (87 procent). Avrinningsområdet har 0,32 kvadratkilometer vattenytor vilket ger det en sjöprocent på 10,4 procent.